# 媽閣
媽閣（粵語：maa5 gok3，「媽」變調為「馬」；葡萄牙文：Barra），位於澳門半島西南部、位於西望洋山和媽閣山的西面，常指媽閣廟的附近一帶。葡文名称Barra意为“港口的狹窄入口處”。媽閣有數百年歷史，1993年被評為「澳門八景」－媽閣紫煙。當時廟的附近是媽閣漁村，直到19世紀後期才有所發展。媽閣廟前面是澳門海事博物館和原媽閣政府船塢。
以媽閣一詞命名的地方有很多，包括媽閣廟、媽閣廟前地、媽閣交通樞紐、媽閣上街、媽閣斜巷、媽閣斜坡、媽閣街、媽閣里、媽閣台、媽閣巷、媽閣第二巷和媽閣第三巷。

## 媽閣廟

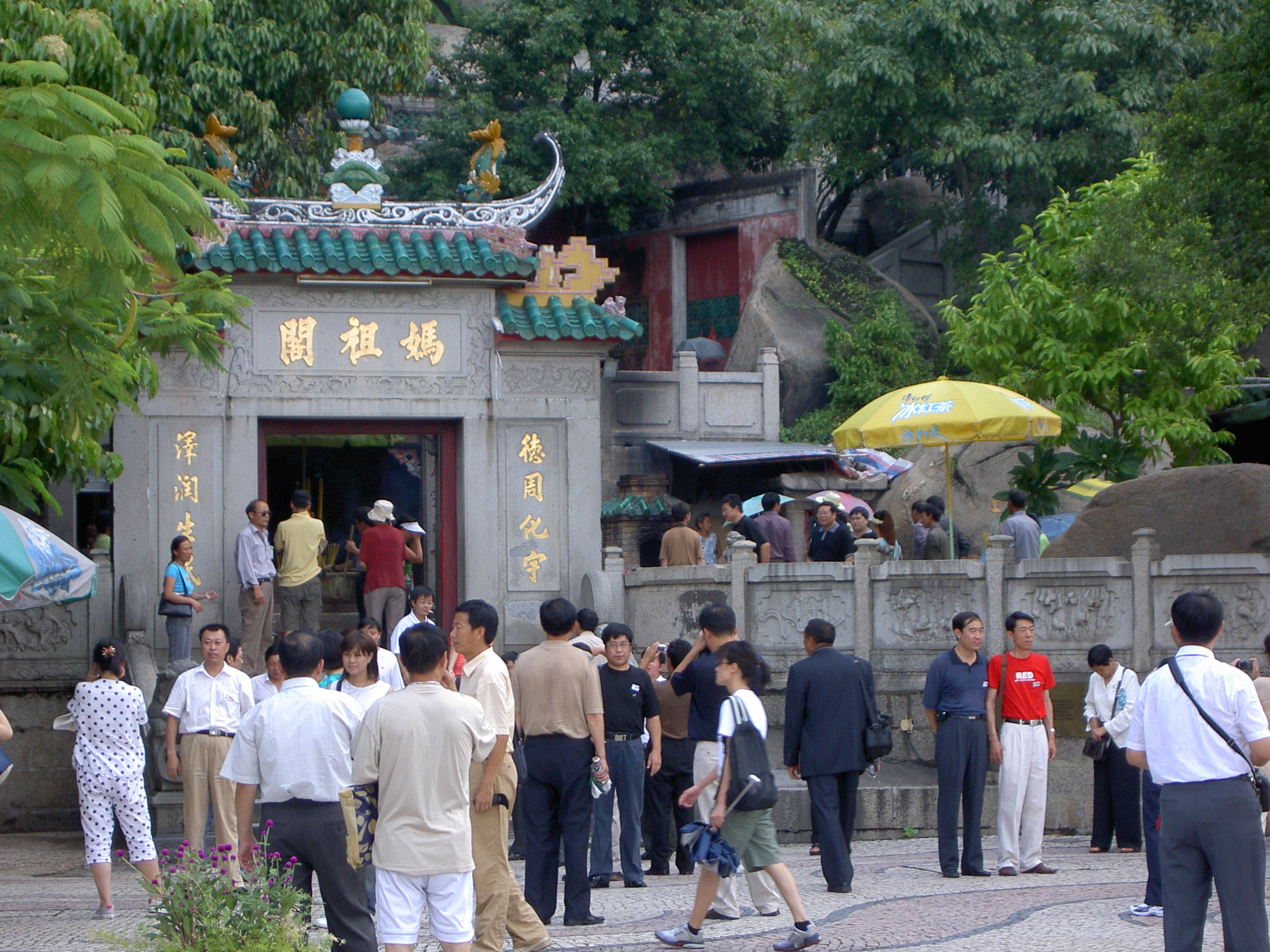
遊人眾多的媽閣廟

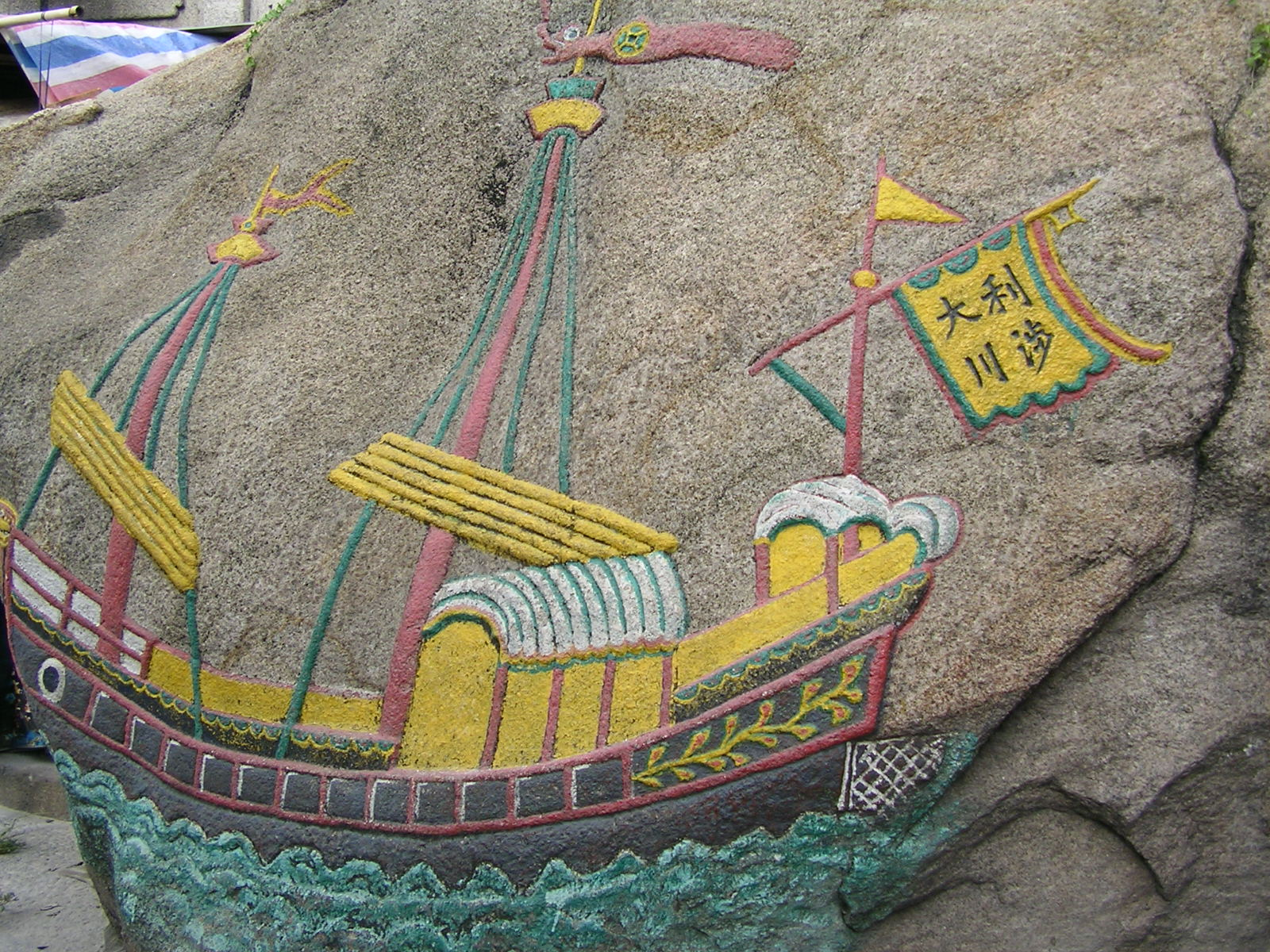
刻有中式帆船圖案之大石

媽閣廟（Templo de A-Má），原稱媽祖閣，是位於澳門半島西南方的標誌性建築物之一，2005年作為澳門歷史城區的部分被列入世界文化遺產名錄內。
媽閣廟原稱媽祖閣，是澳門三大古剎之中最古老的，建於1488年，時值明朝。
當時媽閣廟門前已為澳門之海岸線，成為當地及附近居住之漁民作業之上岸補給、歇息和祈福之處。廟宇背山面海，沿崖建築，古木參天，風光優美。整座廟宇包括大殿、弘仁殿、觀音閣等4座主要建築。石獅鎮門、飛檐凌空，是一座富有中國文化特色的古建築。經過廟門及花崗石牌坊，便是庭院，循着山麓的石階小徑，拾級而上，即可抵達建於巉岩巨石間、就石窟鑿成的弘仁殿。殿内四壁，雕刻着海魔神將，色彩斑斕，中央供奉天后。自弘仁殿至觀音閣，沿着山崖有不少石刻，或為名流政要詠題，或為騷人墨客遣興，楷草篆隸，諸體俱備。觀音閣位於廟之最高處，供奉觀音菩薩。不少西洋畫家亦曾描繪了廟前繁華景象，而媽閣廟亦出現在最早一批在中國拍攝的照片。

## 以媽閣一詞命名的街道/馬路

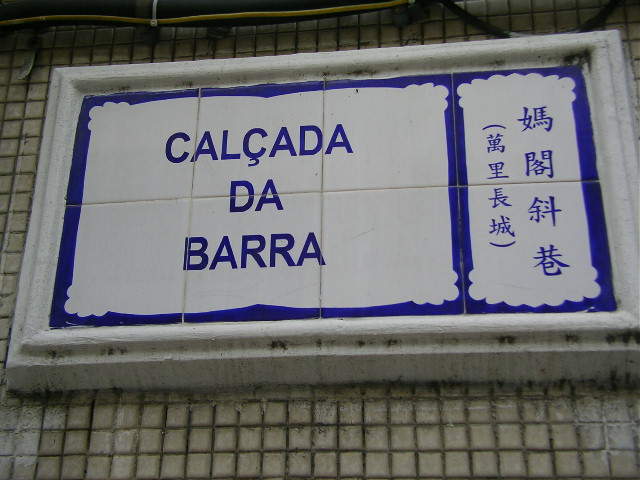
媽閣斜巷路牌

- 媽閣廟前地（Largo do Pagode da Barra），因位置於媽閣廟正前方得名，是各等地遊客訪澳必到的旅遊景點之一。向海之方向有澳門海事博物館，在博物館前地面上，豎立了兩支石旗桿。介乎於媽閣上街、河邊新街和媽閣斜巷之間的一個廣場。是澳門歷史城區之一。前地功能同時是用於舉行文化活動，包括新年節日舞龍、神誕上演神功戲；亦是藝術作品取景點。
- 媽閣上街（Rua de S. Tiago da Barra），介乎於河邊新街和民國大馬路之間的一段路。由古炮台改建成的聖地牙哥酒店就是在此條街道上，酒店前面有一海堤，是南灣填海工程圍成的西灣人工湖。酒店旁邊有3座多層公務員宿舍，粉刷成不同顏色，很別緻。
- 媽閣斜巷（Calçada da Barra），是媽閣廟北面沿山坡而上的一段路。因為其山坡是古城牆遺址，故此媽閣斜巷又名萬里長城。澳門港務局大樓就在該街。此街道介乎於媽閣街和媽閣廟前地之間的一段路。
- 媽閣街（Rua da Barra），緊接媽閣斜巷，向東至鄭家大屋所在的龍頭左巷和亞婆井前地交界止。
- 媽閣斜坡（Rampa da Barra），是港務局大樓（海事及水務局）旁的一段斜坡路。
- 媽閣台（Pátio da Barra）、媽閣巷（Travessa da Barra）和媽閣里（Beco da Barra）是媽閣新村內的多條內街。
- 媽閣第二巷（Beco do Marinheiro）和媽閣第三巷（又名水手里），是鮑公馬路山腳附近、媽閣廟後面的兩條內街。

## 以媽閣一詞命名的公共交通設施
- 媽閣交通樞紐
- █  氹仔線媽閣站

## 鄰近建築
- 澳門海事博物館
- 聖地牙哥酒店
- 媽閣政府船塢（媽閣塘片區）

## 外部連結
- 區錦新議程前發言（2006年6月14日）
- 葡文學校選址破壞媽閣廟景觀有違申遺精神新華澳報　華澳人語（2006年6月14日）
- 澳門百科全書檢索系統

| 澳門歷史城區 |
| 建築 |
| 媽閣廟 \| 港務局大樓 \| 鄭家大屋 \| 聖老楞佐教堂 \| 聖若瑟修院大樓及聖堂 \| 崗頂劇院 \| 何東圖書館大樓 \| 聖奧斯定教堂 \| 市政署大樓 \| 三街會館（關帝廟） \| 仁慈堂大樓（仁慈堂博物館） \| 大堂（主教座堂） \| 大堂巷七號住宅（盧家大屋） \| 玫瑰聖母堂 \| 大三巴牌坊 \| 哪吒廟 \| 舊城牆遺址 \| 大炮台 \| 聖安多尼教堂（花王堂） \| 東方基金會會址 \| 基督教墳場（包括馬禮遜小教堂） \| 東望洋炮台（包括聖母雪地殿教堂及燈塔）（保育危機） |
| 前地 |
| 媽閣廟前地 \| 亞婆井前地 \| 崗頂前地 \| 議事亭前地 \| 板樟堂前地 \| 大堂前地 \| 耶穌會紀念廣場 \| 賈梅士前地 |
| 区内其他地点及街道 |
| 海事博物館 \| 妈阁斜巷 \| 妈阁街 \| 高楼街 \| 政府總部事務局 \| 聖若瑟教區中學第二、三校 \| 龙嵩正街 \| 亞美打利庇盧大馬路 \| 聖若瑟教區中學第四校 \| 澳門郵政局大樓 \| 聖物寶庫 \| 大三巴街 \| 天主教藝術博物館與墓室 \| 澳門博物館 \| 大炮台山 \| 花王堂街 \| 白鸽巢总站 \| 东望洋山 |

1. ↑  金國平. . 1999  [2023-12-08]. （原始内容存档于2023-12-08） –澳門虛擬圖書館.